# A Different Drum
A Different Drum – niezależna wytwórnia muzyczna i sklep internetowy działający w Utah, specjalizuje się w synth popie i pokrewnych gatunkach. Wydano w nim przeszło 1000 albumów, singli i składanek. ADD jest uważane za jedną z tych niezależnych wytwórni, która odniosła sukces.
ADD występują również w roli gospodarza corocznego festiwalu.